# Déportation des Azerbaïdjanais d'Arménie (1947–1950)
Pour un article plus général, voir Déportation d'Azerbaïdjanais d'Arménie.

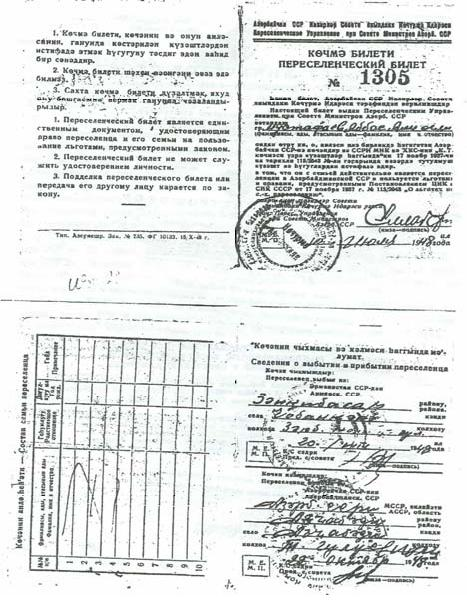
Billet de réinstallation de l'Azerbaïdjanais Abbas Ali oglu Mustafayev du district de Zangibasar de la RSS d'Arménie au district d'Agjabedi de la RSS d'Azerbaïdjan (délivré le 10 juillet 1948)

La déportation des Azerbaïdjanais d'Arménie (en azéri : Azərbaycanlıların Ermənistandan deportasiyası və köçürülməsi Azərbaycanlıların) est la déportation de la population azerbaïdjanaise de la RSS d'Arménie entre  1947 et 1950, qui est effectuée conformément au décret du Conseil des ministres de l'URSS n ° 4083 du 23 décembre 1947.

## Contexte
À la fin des années 1930,  les relations de l'URSS avec la Turquie se détériorent. Ce processus du contrôle du détroit de l’est est accéléré par la possibilité d'une entrée en guerre avec Turquie aux côtés de l'Allemagne pendant la Seconde Guerre mondiale. L'URSS fait des revendications territoriales concernant Kars et Ardahan à travers l'Arménie et la Géorgie. Cependant, toutes ces tentatives sont rejetées par les pays occidentaux. Les  intégrités territoriales de l'Iran et de la Turquie sont maintenues. 
L'historien Vladislav Zubok écrit qu'après l'échec les dirigeants de ces républiques « ont commencé à comploter contre l'Azerbaïdjan ». Le 22 février 1946, Staline signe un document approuvant la décision.  Le projet de retour commence 1946 avec l'arrivée de 50 000 Arméniens. Ce nombre est de 35 000 en 1947.  Fin 1948, 86 000 Arméniens se sont installés en URSS.  Cependant, l'URSS met fin au programme, craignant l'arrivée d'espions étrangers parmi les Arméniens.
Après l'échec des revendications territoriales de la Turquie et le rejet de la demande d'unification du Haut-Karabakh , Grigory Arutinov demande de l'aide à Staline. Il exige la déportation des Azerbaïdjanais vers l'Azerbaïdjan en raison du manque de terres et de biens après l'arrivée des Arméniens en Arménie. Le gouvernement soviétique justifie en affirmant que l'Azerbaïdjan aurait besoin de main-d'œuvre pour développer la production de coton dans la plaine de Kura-Araz.
Selon l'historien Vladislav Martynovich Zubok, avec le dépôt du « premier secrétaire du Comité central du Parti communiste de la RSS d'Arménie Grigory Arutyunov qui avait perdu l'espoir du retour de la « terre des ancêtres », Staline ordonne de déporter la population azerbaïdjanaise de la RSS d'Arménie vers l'Azerbaïdjan afin de libérer de l'espace pour les rapatriés arméniens, dont le nombre était estimé à 400 00. Selon Vladislav Zubok, 90 000 Arméniens sont venus en Arménie. Ces derniers sont d'anciens rescapés du génocide arménien, et leurs descendants, dont les biens ont été confisquées par la Turquie (en) ne pouvaient pas retourner chez eux en Arménie occidentale. Les Azerbaïdjanais sont forcés de se déplacer vers la plaine de Kura-Aras en Azerbaïdjan, où la culture du coton se développe rapidement,  et les places sont prises par les Arméniens.

## Déportation de la population azerbaïdjanaise de la RSS d'Arménie

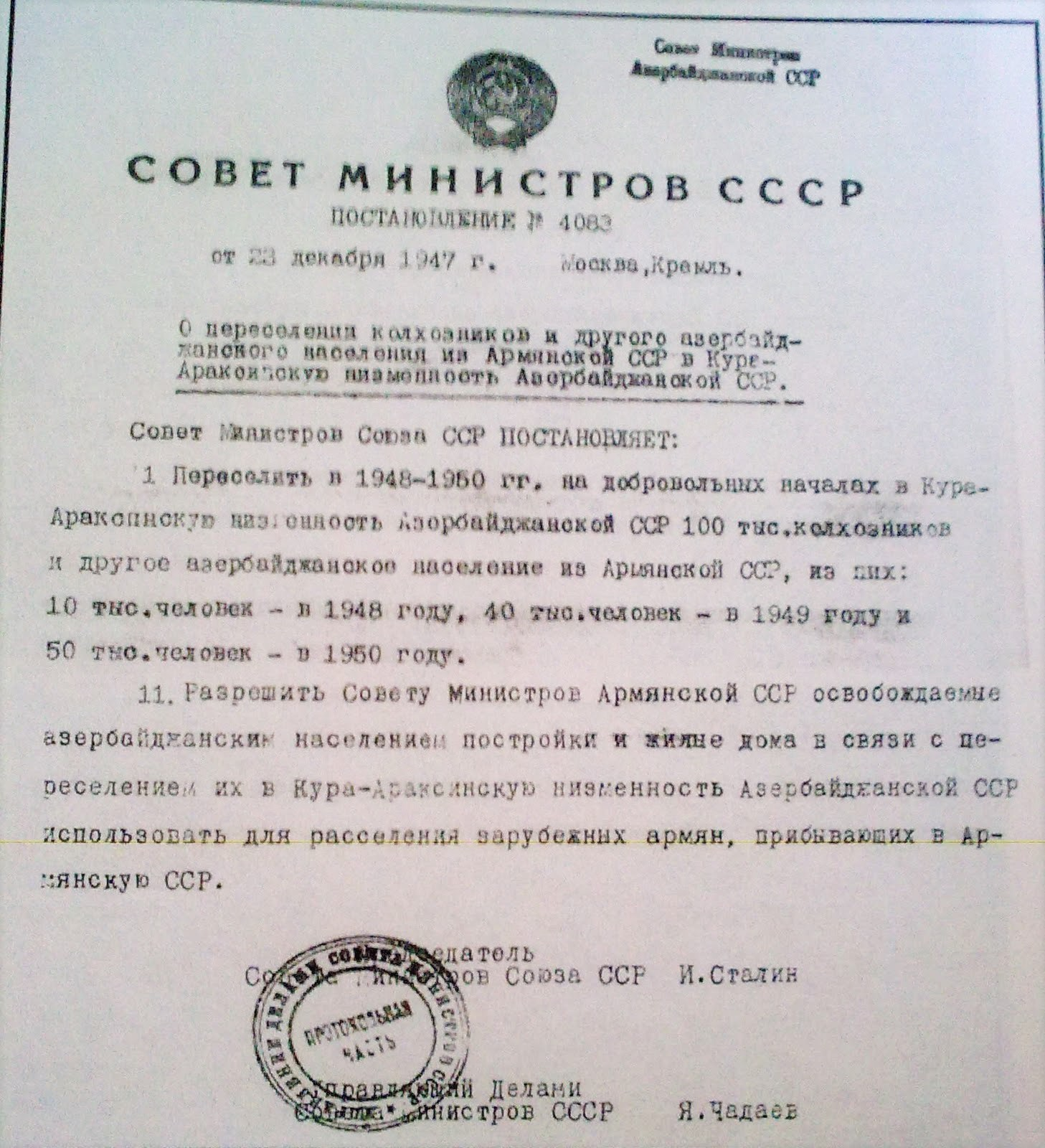
Le 23 décembre 1947, Staline signe un décret sur la réinstallation volontaire de la population azerbaïdjanaise locale de la RSS d'Arménie et l'installation sur leurs terres et dans leurs maisons des Arméniens étrangers.

### Le lancement de la déportation
En décembre 1947, les dirigeants communistes de l'Arménie et de l'Azerbaïdjan adressent une lettre commune à Staline. Dans la lettre, les dirigeants des deux pays conviennent de relocaliser 130 000 Azerbaïdjanais d'Arménie en Azerbaïdjan, créant ainsi des postes vacants pour les Arméniens venant de l'étranger en Arménie. 
Les détails de la déportation ont également été définis dans le décret du Conseil des ministres de l'URSS n ° 754.
La déportation doit  être mise en œuvre en 1948-1950 sur une base volontaire et, conformément au plan, 10 000 Azerbaïdjanais doivent être réinstallés en 1948, 40 000 en 1949 et 50 000 en 1950. Le 10 mars 1948, le Conseil des ministres de l'URSS adopte une autre décision détaillant de nombreux détails, notamment le transfert des salaires et des biens des personnes déplacées d'Arménie vers l'Azerbaïdjan. En outre, Moscou applique la loi du 17 novembre 1937 « sur les avantages de la réinstallation rurale ». Cette loi était principalement liée à la réinstallation de personnes de Sibérie, du Kazakhstan et d'Extrême-Orient en Azerbaïdjan. 
Il est prévu de déporter environ 100 000 personnes vers la plaine de Kura-Aras (RSS d'Azerbaïdjan) en trois étapes, dont 10 000 en 1948, 40 000 en 1949 et 50 000 en 1950.  Ces plans, cependant, ne sont pas mis en œuvre dans un délai aussi court en raison du financement insuffisant des travaux de construction sur le territoire de la RSS d'Azerbaïdjan. Sur la base de l'appel du Conseil des ministres de la RSS d'Azerbaïdjan, le programme d'expulsion est ajusté et prolongé jusqu'en 1954.

## Conséquences
Selon Viktor Shnirelman, il ne s'agit pas d'une mesure répressive, après la mort de Staline, les Azerbaïdjanais sont retournés dans leurs pays  Selon les auteurs azerbaïdjanais M. Allahverdiyev et A. Aleskerov, la réinstallation est causée par une expansion des zones irriguées dans la plaine de Kura-Aras et la réinstallation organisée des Azerbaïdjanais des républiques de Transcaucasie et d'Asie centrale et des autres régions vers le république.